# Pouyastruc
Pouyastruc est une commune française située dans le nord du département des Hautes-Pyrénées, en région Occitanie.
Sur le plan historique et culturel, la commune est dans l’ancien comté de Bigorre, comté historique des Pyrénées françaises et de Gascogne. Exposée à un climat océanique altéré, elle est drainée par l'Estéous, le ruisseau de Loulès et par divers autres petits cours d'eau. La commune possède un patrimoine naturel remarquable composé d'une zone naturelle d'intérêt écologique, faunistique et floristique.
Pouyastruc est une commune rurale qui compte 650 habitants en 2022, après avoir connu une forte hausse de la population depuis 1962. Elle fait partie de l'aire d'attraction de Tarbes. Ses habitants sont appelés les Pouyastrucais ou  Pouyastrucaises.

## Géographie

### Localisation
La commune de Pouyastruc se trouve dans le département des Hautes-Pyrénées, en région Occitanie.
Elle se situe à 9 km à vol d'oiseau de Tarbes, préfecture du département, et à 17 km de Trie-sur-Baïse, bureau centralisateur du canton des Coteaux dont dépend la commune depuis 2015 pour les élections départementales.
La commune fait en outre partie du bassin de vie de Tarbes.
Les communes les plus proches sont : 
Hourc (2,0 km), Lizos (2,1 km), Collongues (2,3 km), Oléac-Debat (2,7 km), Marquerie (2,8 km), Castelvieilh (2,8 km), Souyeaux (3,0 km), Boulin (3,2 km).
Sur le plan historique et culturel, Pouyastruc fait partie de l’ancien comté de Bigorre, comté historique des Pyrénées françaises et de Gascogne créé au IXe siècle puis rattaché au domaine royal en 1302, inclus ensuite au comté de Foix en 1425 puis une nouvelle fois rattaché au royaume de France en 1607. La commune est dans le pays de Tarbes et de la Haute Bigorre.
Pouyastruc est limitrophe de huit autres communes dont Bouilh-Péreuilh au nord-est par un simple quadripoint.

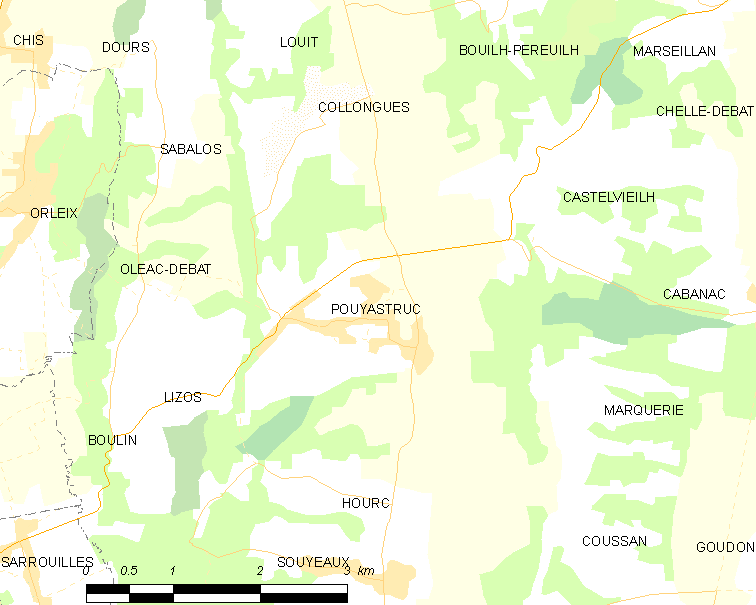
Carte de la commune de Pouyastruc et des proches communes.

| Sabalos     | Collongues | Bouilh-Péreuilh (par un quadripoint) |
| Oléac-Debat | Pouyastruc | Castelvieilh                         |
| Lizos       | Hourc      | Marquerie                            |

### Hydrographie
Le ruisseau du Mounichet (affluent gauche de l'Estéous) traverse la commune d'ouest en est et forme la limite sud avec la commune de Hourc.

Le ruisseau du Lassadé (affluent gauche de l'Estéous) prend sa source sur la commune et traverse le territoire de la commune d'ouest en est.

Au nord-ouest, le ruisseau de Collongues (affluent gauche de l'Estéous) prend sa source sur la commune.

Le ruisseau de l'Estéous (affluent droit de l'Adour) traverse la commune du sud au nord et forme la limite est avec les communes de Castelvieilh et de Marquerie.

Le ruisseau de Loulès (affluent droit du canal d'Alaric) traverse la commune du sud au nord et forme la limite ouest avec les communes de Lizos et d'Oléac-Debat.

### Climat
Le climat est tempéré de type océanique, en raison de l'influence proche de l'océan Atlantique situé à peu près 150 km plus à l'ouest. La proximité des Pyrénées fait que la commune profite d'un effet de foehn, il peut aussi y neiger en hiver, même si cela reste inhabituel.
| Mois                              | jan.  | fév.  | mars  | avril | mai   | juin  | jui.  | août  | sep.  | oct.  | nov.  | déc.  | année   |
| --------------------------------- | ----- | ----- | ----- | ----- | ----- | ----- | ----- | ----- | ----- | ----- | ----- | ----- | ------- |
| Température minimale moyenne (°C) | 0,6   | 1,3   | 2,7   | 5,2   | 8,3   | 11,6  | 14,1  | 13,9  | 11,7  | 8     | 3,6   | 1,3   | 6,9     |
| Température moyenne (°C)          | 5,3   | 6,1   | 7,8   | 10    | 13,3  | 16,7  | 19,3  | 19    | 17,2  | 13,3  | 8,5   | 5,8   | 11,9    |
| Température maximale moyenne (°C) | 9,9   | 11    | 12,9  | 14,8  | 18,3  | 21,7  | 24,5  | 24    | 22,6  | 18,6  | 13,4  | 10,4  | 16,8    |
| Ensoleillement (h)                | 108,8 | 118,8 | 155,6 | 157,2 | 181,3 | 191,5 | 215,5 | 196,4 | 194,5 | 164,4 | 124,4 | 104,4 | 1 912,8 |
| Précipitations (mm)               | 112,8 | 97,5  | 100,2 | 105,7 | 113,6 | 80,7  | 57,3  | 70,3  | 71    | 85,2  | 93    | 112,1 | 1 099,4 |

### Milieux naturels et biodiversité

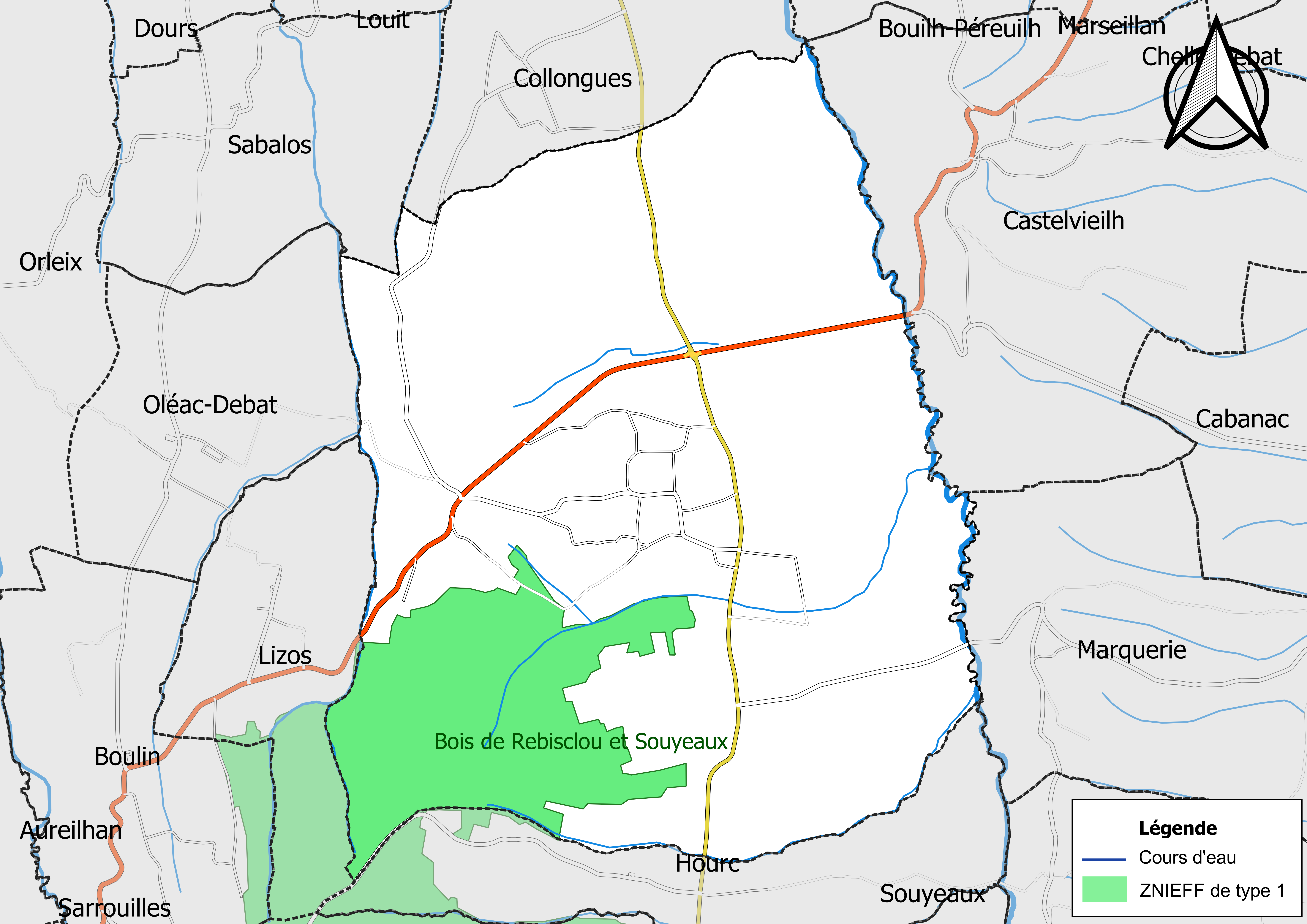
Carte de la ZNIEFF de type 1 localisée sur la commune.

L’inventaire des zones naturelles d'intérêt écologique, faunistique et floristique (ZNIEFF) a pour objectif de réaliser une couverture des zones les plus intéressantes sur le plan écologique, essentiellement dans la perspective d’améliorer la connaissance du patrimoine naturel national et de fournir aux différents décideurs un outil d’aide à la prise en compte de l’environnement dans l’aménagement du territoire.
Une ZNIEFF de type 1 est recensée sur la commune :
les « bois de Rebisclou et Souyeaux » (1 334 ha), couvrant 13 communes du département.

## Urbanisme

### Typologie
Au 1er janvier 2024, Pouyastruc est catégorisée commune rurale à habitat dispersé, selon la nouvelle grille communale de densité à sept niveaux définie par l'Insee en 2022.
Elle est située hors unité urbaine. Par ailleurs la commune fait partie de l'aire d'attraction de Tarbes, dont elle est une commune de la couronne,. Cette aire, qui regroupe 153 communes, est catégorisée dans les aires de 50 000 à moins de 200 000 habitants,.

### Occupation des sols
L'occupation des sols de la commune, telle qu'elle ressort de la base de données européenne d’occupation biophysique des sols Corine Land Cover (CLC), est marquée par l'importance des territoires agricoles (67,2 % en 2018), une proportion sensiblement équivalente à celle de 1990 (66,9 %). La répartition détaillée en 2018 est la suivante : 
terres arables (45 %), forêts (27,4 %), prairies (12,1 %), zones agricoles hétérogènes (10 %), zones urbanisées (5,4 %).
L'IGN met par ailleurs à disposition un outil en ligne permettant de comparer l’évolution dans le temps de l’occupation des sols de la commune (ou de territoires à des échelles différentes). Plusieurs époques sont accessibles sous forme de cartes ou photos aériennes : la carte de Cassini (XVIIIe siècle), la carte d'état-major (1820-1866) et la période actuelle (1950 à aujourd'hui).

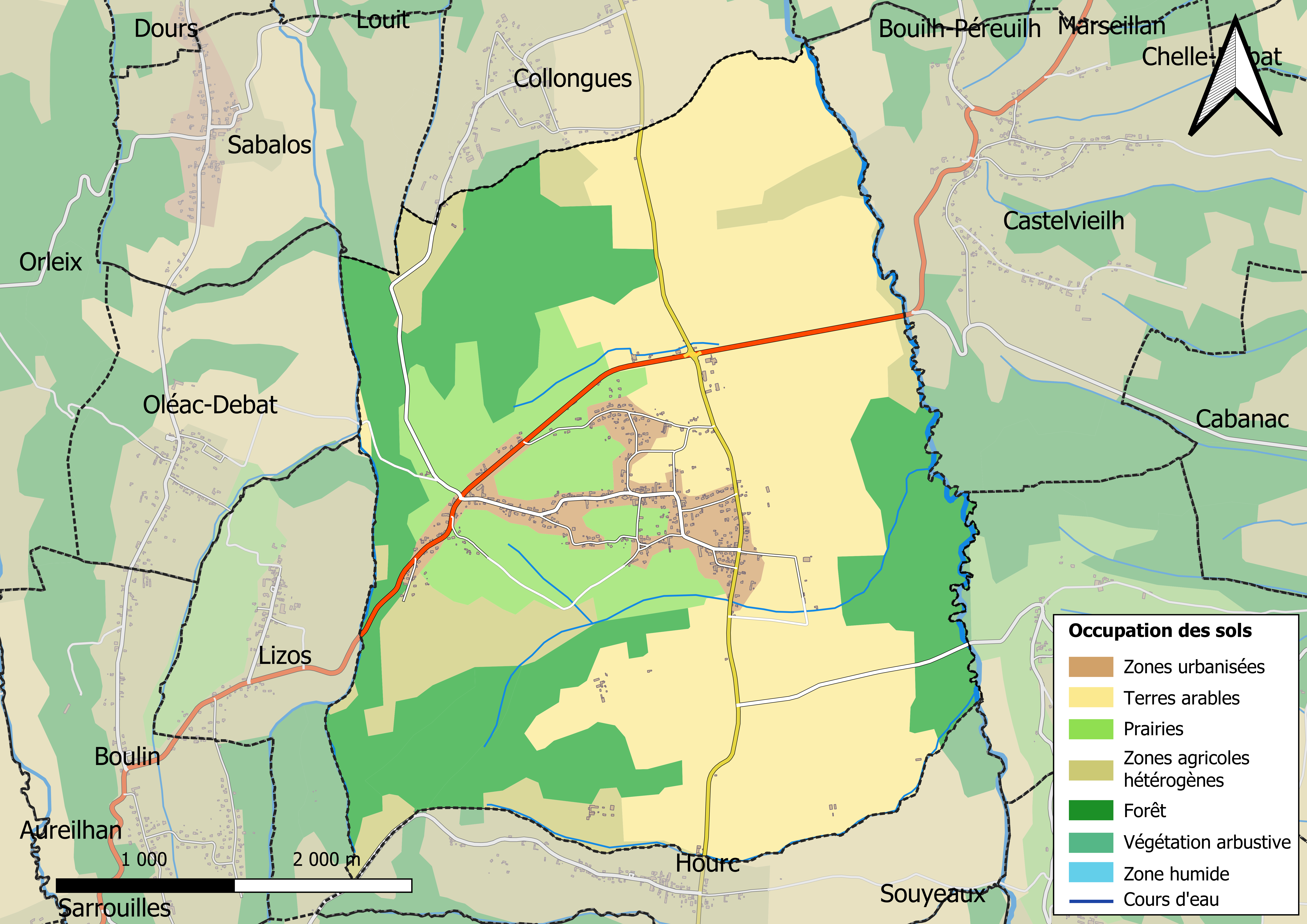
Carte des infrastructures et de l'occupation des sols en 2018 (CLC) de la commune.
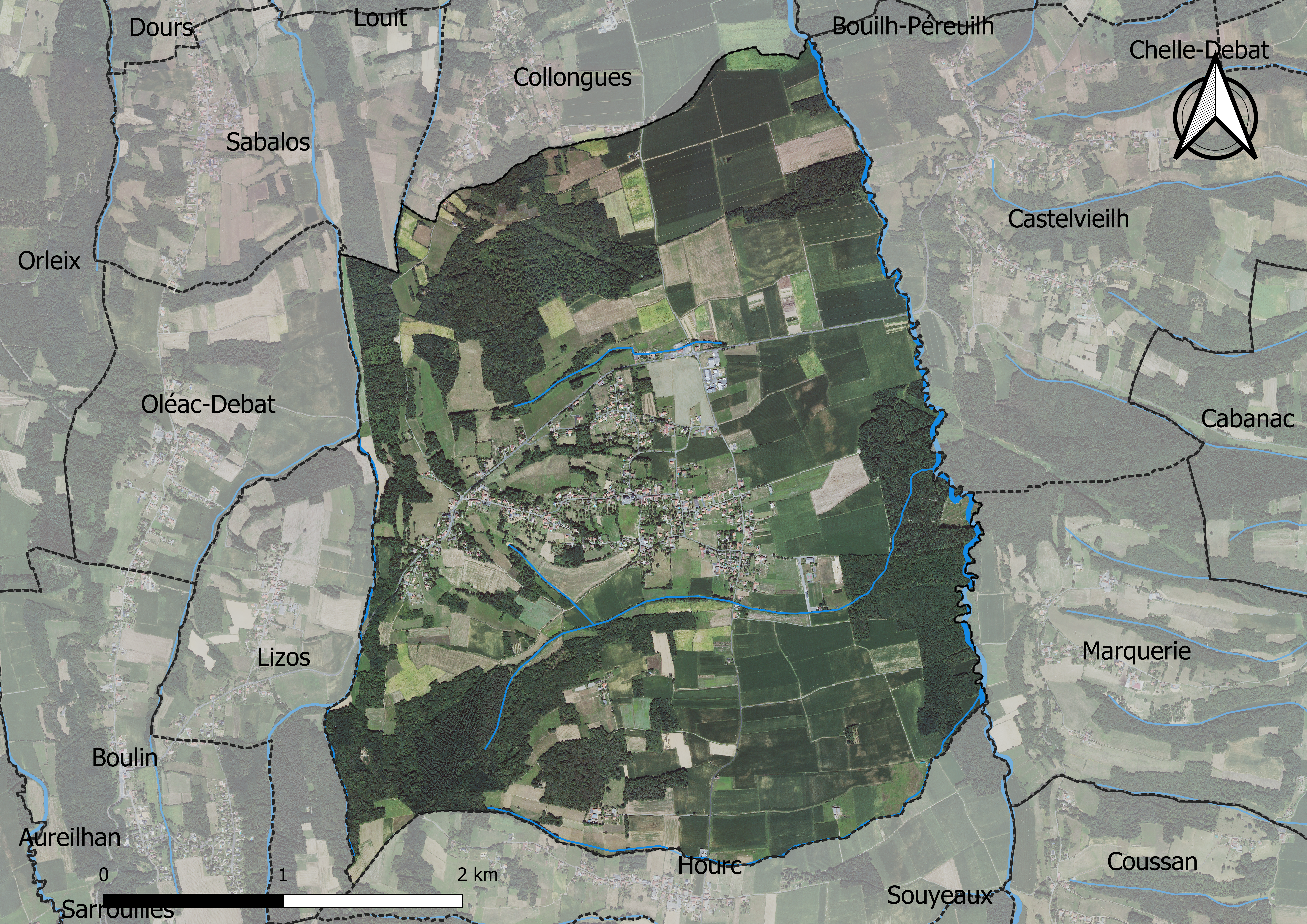
Carte orthophotogrammétrique de la commune.

### Logement
En 2012, le nombre total de logements dans la commune est de 282.

Parmi ces logements, 92,1 % sont des résidences principales, 2,1 % des résidences secondaires et 5,7 % des logements vacants.

### Voies de communication et transports
Cette commune est desservie par la route départementale D 632 et par les routes départementales D 5 et D 91.

### Risques majeurs
Le territoire de la commune de Pouyastruc est vulnérable à différents aléas naturels : météorologiques (tempête, orage, neige, grand froid, canicule ou sécheresse), inondations, mouvements de terrains et séisme (sismicité modérée). Un site publié par le BRGM permet d'évaluer simplement et rapidement les risques d'un bien localisé soit par son adresse soit par le numéro de sa parcelle.
Certaines parties du territoire communal sont susceptibles d’être affectées par le risque d’inondation par débordement de cours d'eau, notamment l'Estéous. La cartographie des zones inondables en ex-Midi-Pyrénées réalisée dans le cadre du XIe Contrat de plan État-région, visant à informer les citoyens et les décideurs sur le risque d’inondation, est accessible sur le site de la DREAL Occitanie. La commune a été reconnue en état de catastrophe naturelle au titre des dommages causés par les inondations et coulées de boue survenues en 1982, 1993, 1999, 2009 et 2018,.
Pouyastruc est exposée au risque de feu de forêt. Un plan départemental de protection des forêts contre les incendies a été approuvé par arrêté préfectoral le 21 avril 2020 pour la période 2020-2029. Le précédent couvrait la période 2007-2017. L’emploi du feu est régi par deux types de réglementations. D’abord le code forestier et l’arrêté préfectoral du 27 octobre 2014, qui réglementent l’emploi du feu à moins de 200 m des espaces naturels combustibles sur l’ensemble du département. Ensuite celle établie dans le cadre de la lutte contre la pollution de l’air, qui interdit le brûlage des déchets verts des particuliers. L’écobuage est quant à lui réglementé dans le cadre de commissions locales d’écobuage (CLE)

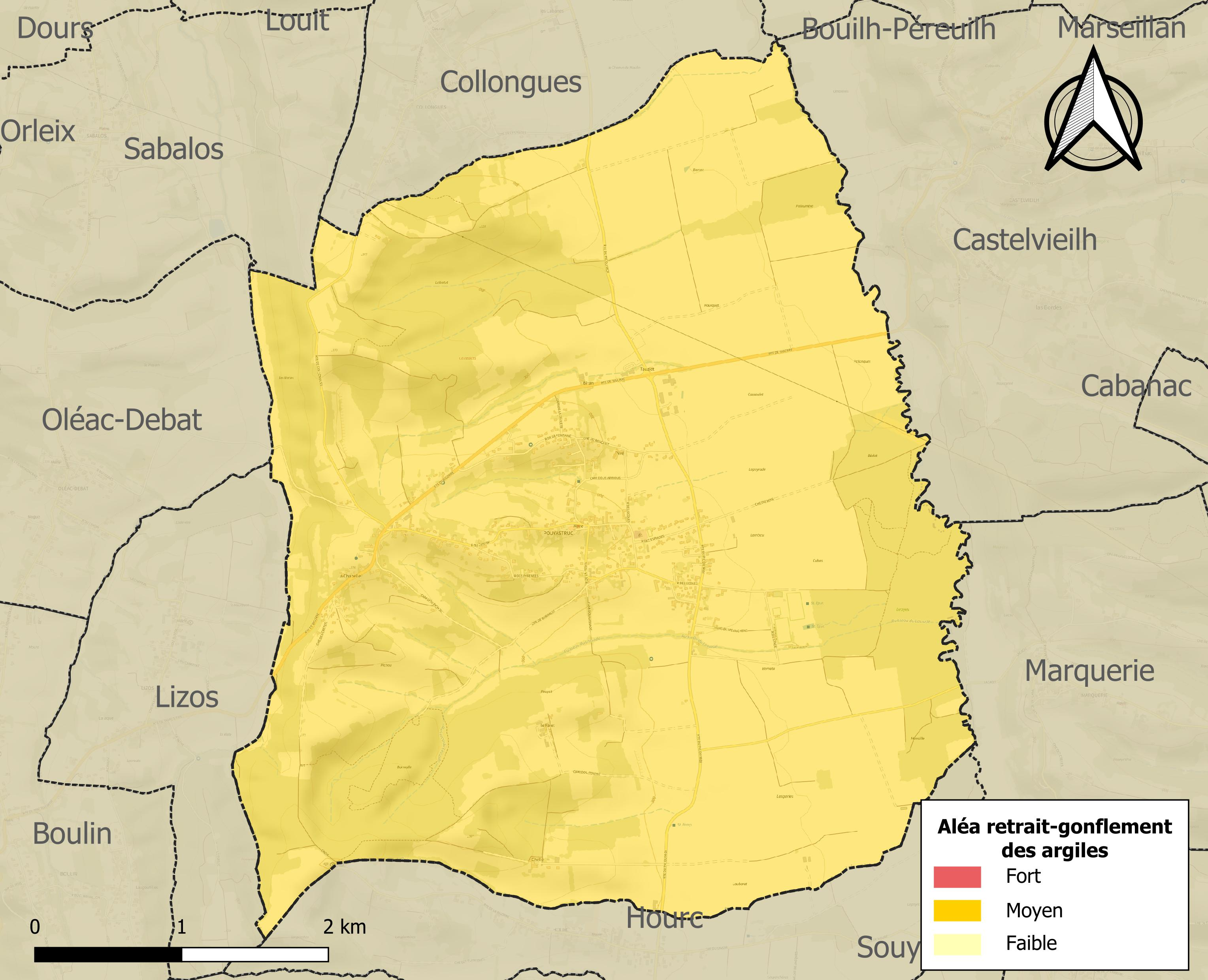
Carte des zones d'aléa retrait-gonflement des sols argileux de Pouyastruc.

Les mouvements de terrains susceptibles de se produire sur la commune sont des tassements différentiels.
Le retrait-gonflement des sols argileux est susceptible d'engendrer des dommages importants aux bâtiments en cas d’alternance de périodes de sécheresse et de pluie. La totalité de la commune est en aléa moyen ou fort (44,5 % au niveau départemental et 48,5 % au niveau national). Sur les 280 bâtiments dénombrés sur la commune en 2019, 280 sont en aléa moyen ou fort, soit 100 %, à comparer aux 75 % au niveau départemental et 54 % au niveau national. Une cartographie de l'exposition du territoire national au retrait gonflement des sols argileux est disponible sur le site du BRGM,.
Par ailleurs, afin de mieux appréhender le risque d’affaissement de terrain, l'inventaire national des cavités souterraines permet de localiser celles situées sur la commune.
Concernant les mouvements de terrains, la commune a été reconnue en état de catastrophe naturelle au titre des dommages causés par la sécheresse en 1989 et 2002 et par des mouvements de terrain en 1999.

## Toponymie
Dénominations historiques :

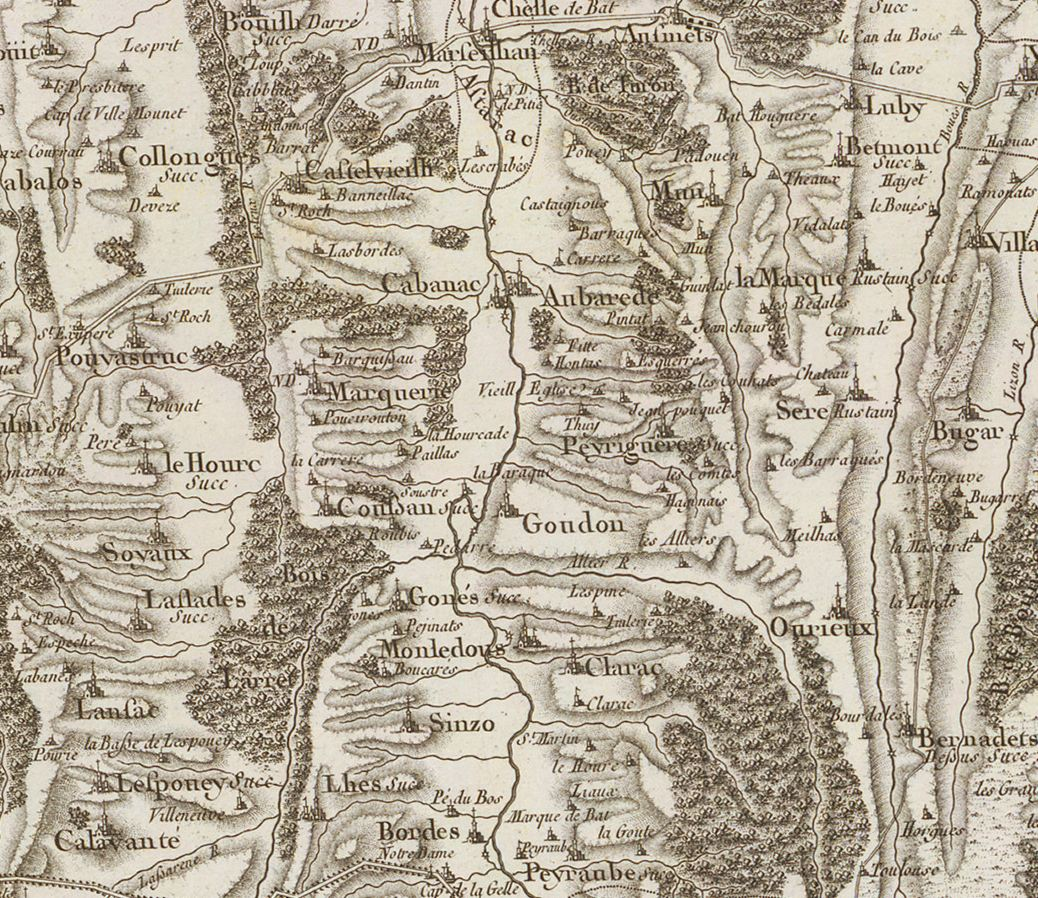
Extrait de la carte de Cassini (entre 1756 et 1789) situant Pouyastruc.

- De Podio Astruco, latin (1342, pouillé de Tarbes ; 1369, Larcher, Castelbajac ; 1379, procuration Tarbes) ;
- Poey Astruc (1429, censier de Bigorre ; *Poyestruc (1768, Duco) ;
- Pouyastruc (fin XVIIIe siècle, carte de Cassini).

Étymologie : 
- 1963 - Dauzat et Rostaing[18] : du latin podium « lieu élevé, colline au sommet arrondi » et nom de personne (méridional) Astruc ;
- 1991 - Abbé Nègre[19] : gascon pouy et nom de personne Astruc ;
- 1996 - R. Aymard[20] : le gascon astruc signifie « favorisé des astres, chanceux » ;
- 2000 - Grosclaude et Le Nail[21] : du gascon poi (hauteur) et astruc (bien situé).

Nom occitan : Poiastruc.

Sobriquet : Los escudelèrs : Les fabricants d'écuelles (Enq. C.G. 1986). Los topièrs « les potiers » (Rosapelly, vers 1910). La fabrication de vaisselle en terre a été une spécialité de la commune.

## Histoire

### Historique administratif
Pays et sénéchaussée de Bigorre. Quarteron de Tarbes. Canton de Tarbes, puis d'Aubarède (1790), dont le chef-lieu est transféré à Pouyastruc en 1803.

### Cadastre napoléonien de Pouyastruc
Le plan cadastral napoléonien de Pouyastruc est consultable sur le site des archives départementales des Hautes-Pyrénées.

## Politique et administration

### Liste des maires

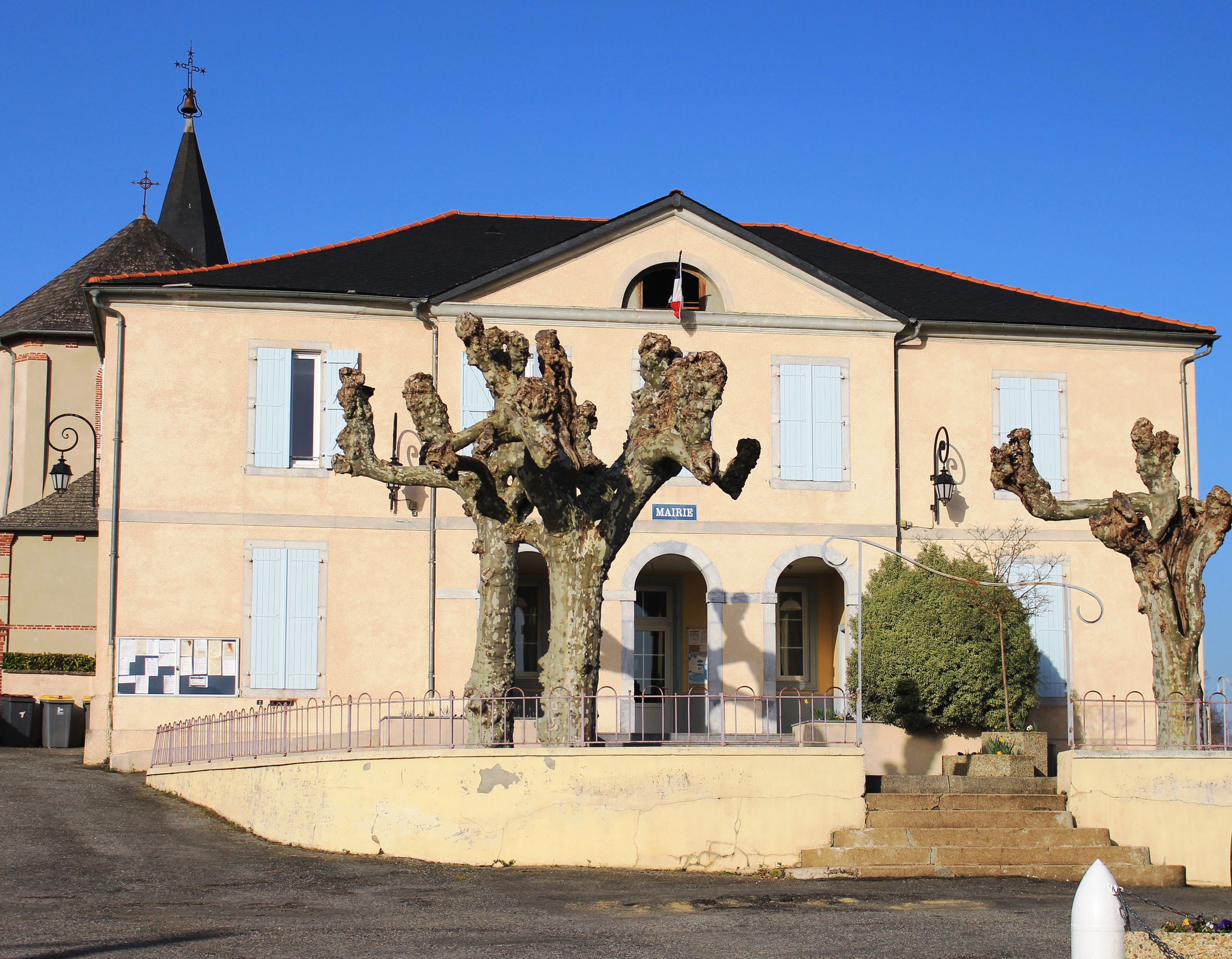
La mairie en 2019.

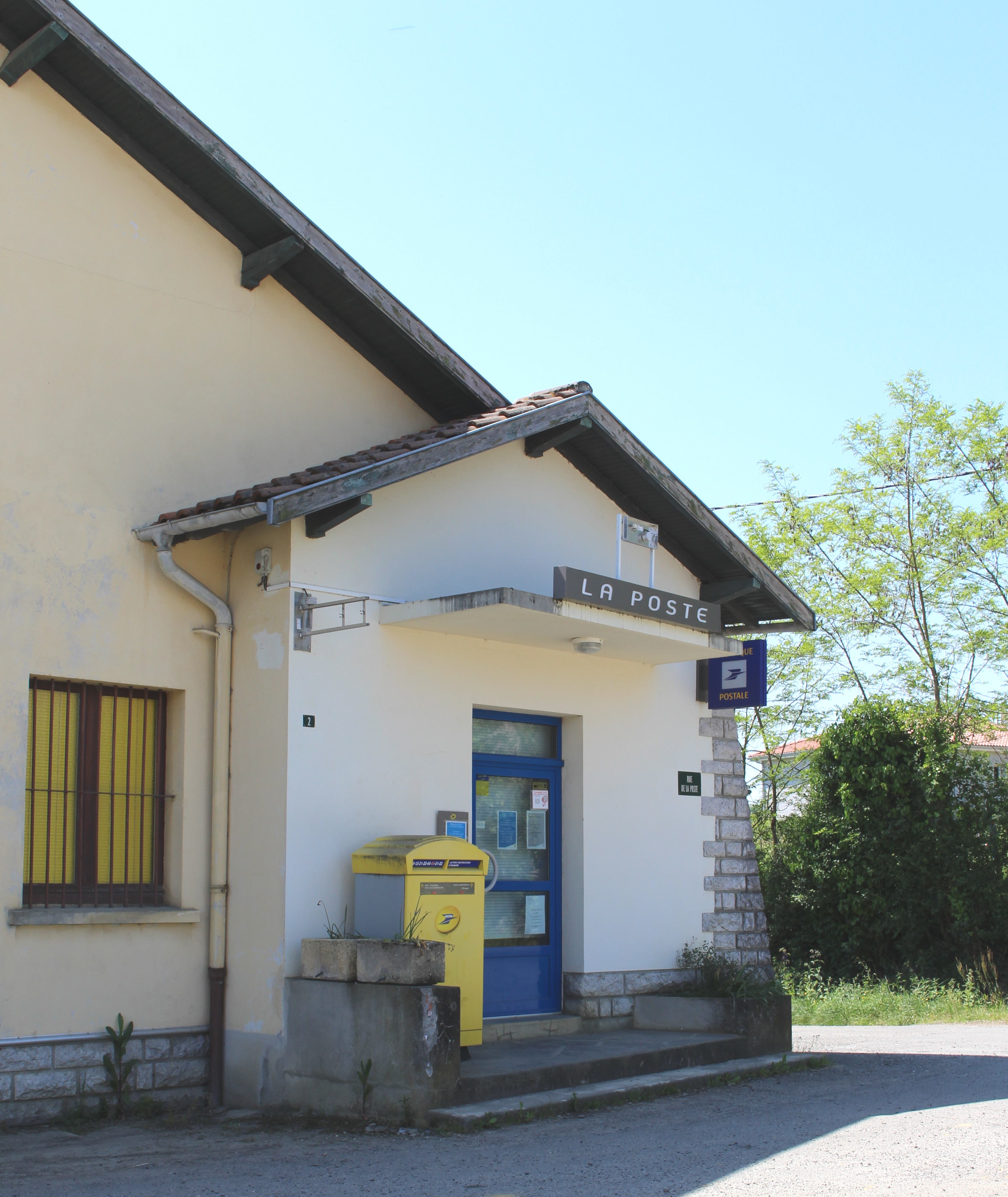
La Poste en 2017.

| Période                                  | Période   | Identité               | Étiquette | Qualité |
| ---------------------------------------- | --------- | ---------------------- | --------- | ------- |
| Les données manquantes sont à compléter. |           |                        |           |         |
|                                          |           |                        |           |         |
| mars 1959                                | 1995      | Henri Bégué            |           |         |
| mars 1995                                | mars 2008 | Jean-Claude Villacampa |           |         |
| mars 2008                                | mai 2009  | Roland Coustet         | PS        |         |
| mai 2009                                 | mars 2020 | Serge Debat            |           |         |
| mars 2020                                | En cours  | Michel Pailhas         |           |         |

### Rattachements administratifs et électoraux

#### Historique administratif
Pays et sénéchaussée de Bigorre, quarteron de Tarbes, canton de Tarbes (1790) puis  d'Aubarède (1801), chef-lieu transféré à Pouyastruc (1803).

#### Intercommunalité
Pouyastruc appartient à la communauté de communes des Coteaux du Val d'Arros créée en janvier 2017 et qui réunit 54 communes.

### Services publics
La commune de Pouyastruc dispose d'une agence postale.

## Population et société

### Démographie

#### Évolution démographique

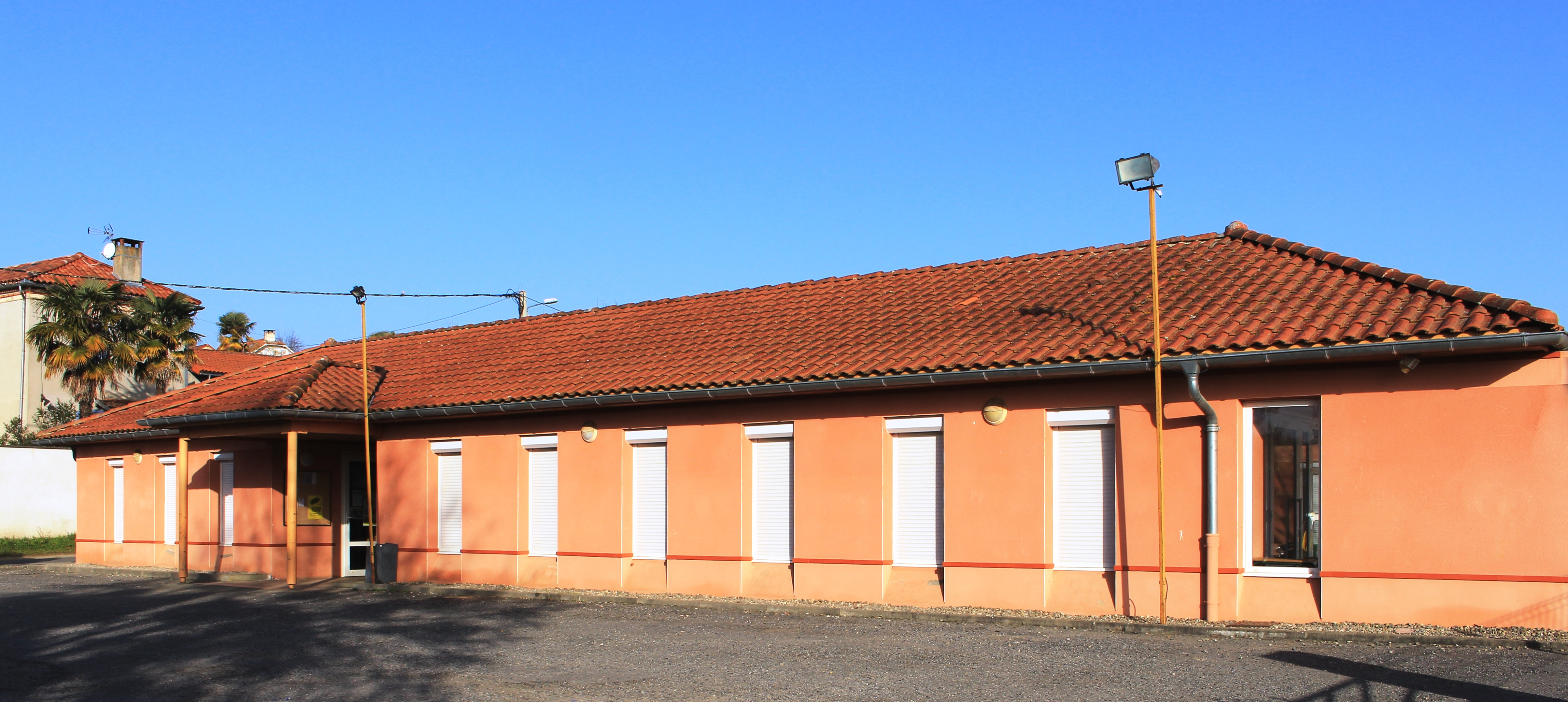
L’école primaire en 2019.

L'évolution du nombre d'habitants est connue à travers les recensements de la population effectués dans la commune depuis 1793. Pour les communes de moins de 10 000 habitants, une enquête de recensement portant sur toute la population est réalisée tous les cinq ans, les populations de référence des années intermédiaires étant quant à elles estimées par interpolation ou extrapolation. Pour la commune, le premier recensement exhaustif entrant dans le cadre du nouveau dispositif a été réalisé en 2008.

En 2022, la commune comptait 650 habitants, en évolution de −6,88 % par rapport à 2016 (Hautes-Pyrénées : +1,59 %, France hors Mayotte : +2,11 %).
| 1793 | 1800 | 1806 | 1821 | 1831 | 1836 | 1841 | 1846 | 1851 |
| ---- | ---- | ---- | ---- | ---- | ---- | ---- | ---- | ---- |
| 408  | 542  | 578  | 608  | 677  | 706  | 681  | 704  | 706  |

| 1856 | 1861 | 1866 | 1876 | 1881 | 1886 | 1891 | 1896 | 1901 |
| ---- | ---- | ---- | ---- | ---- | ---- | ---- | ---- | ---- |
| 685  | 653  | 626  | 562  | 587  | 544  | 543  | 505  | 514  |

| 1906 | 1911 | 1921 | 1926 | 1931 | 1936 | 1946 | 1954 | 1962 |
| ---- | ---- | ---- | ---- | ---- | ---- | ---- | ---- | ---- |
| 513  | 515  | 415  | 369  | 374  | 358  | 326  | 315  | 294  |

| 1968 | 1975 | 1982 | 1990 | 1999 | 2006 | 2008 | 2013 | 2018 |
| ---- | ---- | ---- | ---- | ---- | ---- | ---- | ---- | ---- |
| 348  | 357  | 494  | 544  | 538  | 612  | 633  | 706  | 652  |

| 2022 | - | - | - | - | - | - | - | - |
| ---- | - | - | - | - | - | - | - | - |
| 650  | - | - | - | - | - | - | - | - |

### Enseignement
La commune dépend de l'académie de Toulouse. Elle dispose d’une école en 2017.

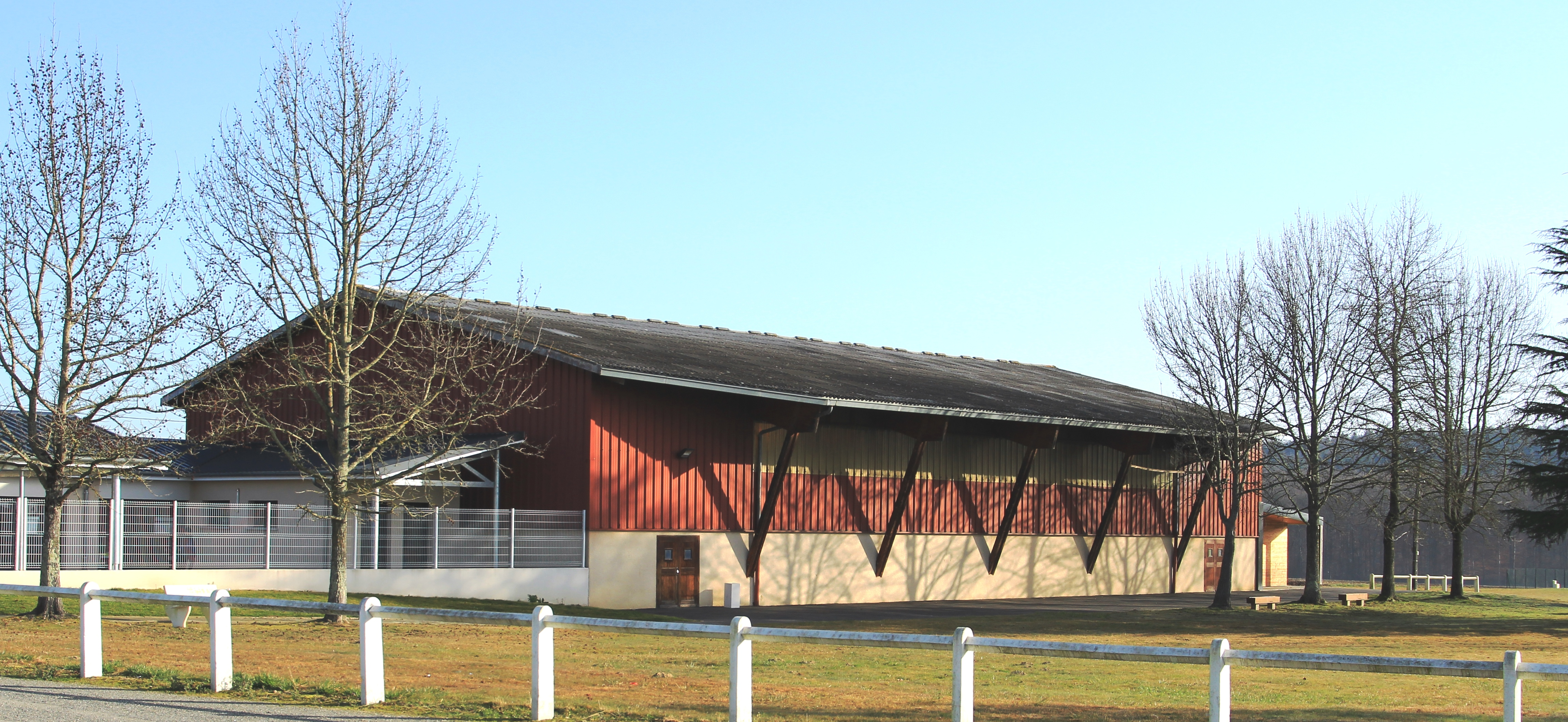
Le foyer rural en 2019.

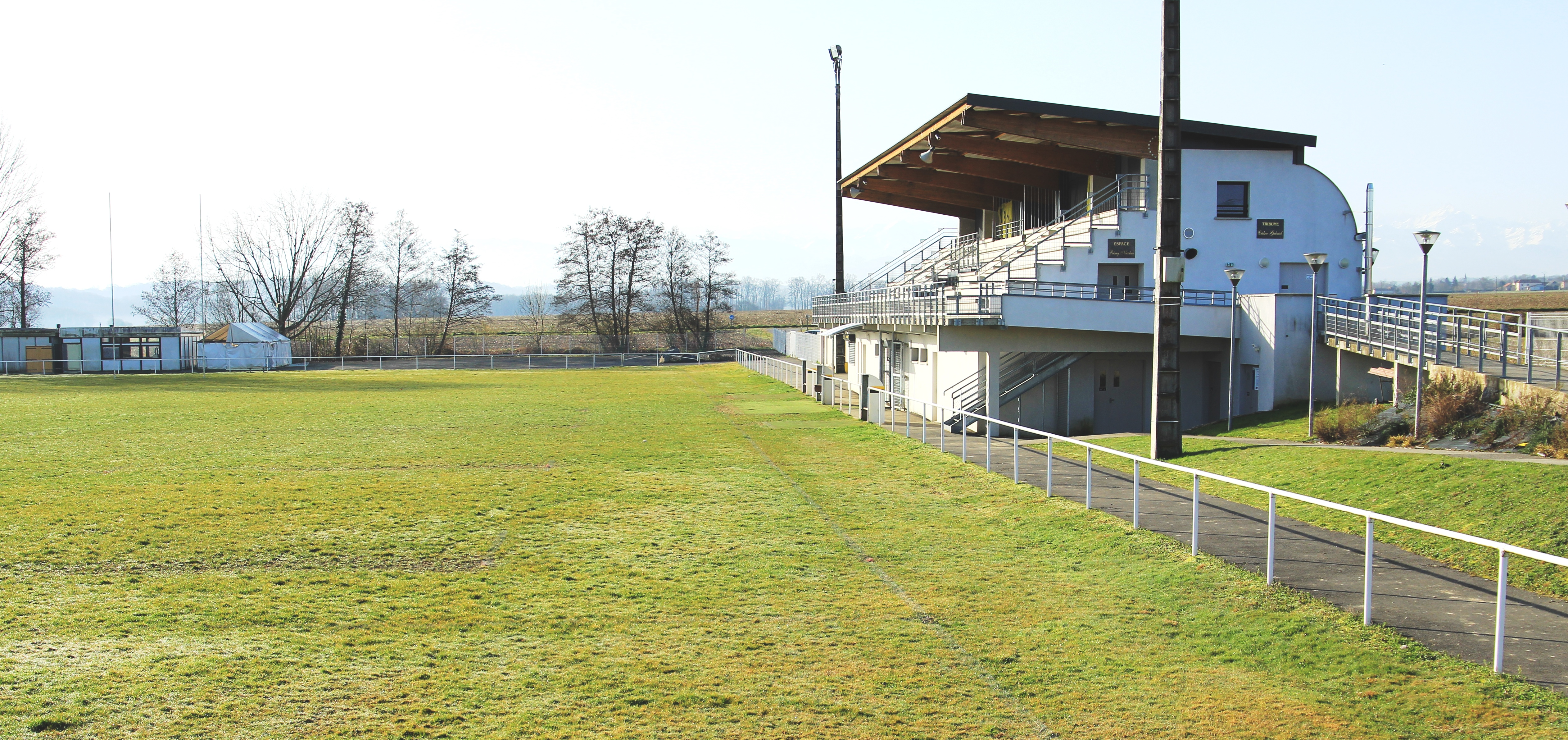
Le stade de rugby Jean-Azpiroz.

- École primaire.

### Manifestations culturelles et festivités
Saint patron : saint Christophe, 25 juillet.

### Sports
- Club de rugby à XV, l'Union Sportive du canton de Pouyastruc évolue dans le Championnat de France de 3e division fédérale pour la saison 2017-2018.
- Il existe un club de tennis (TCP).

## Économie

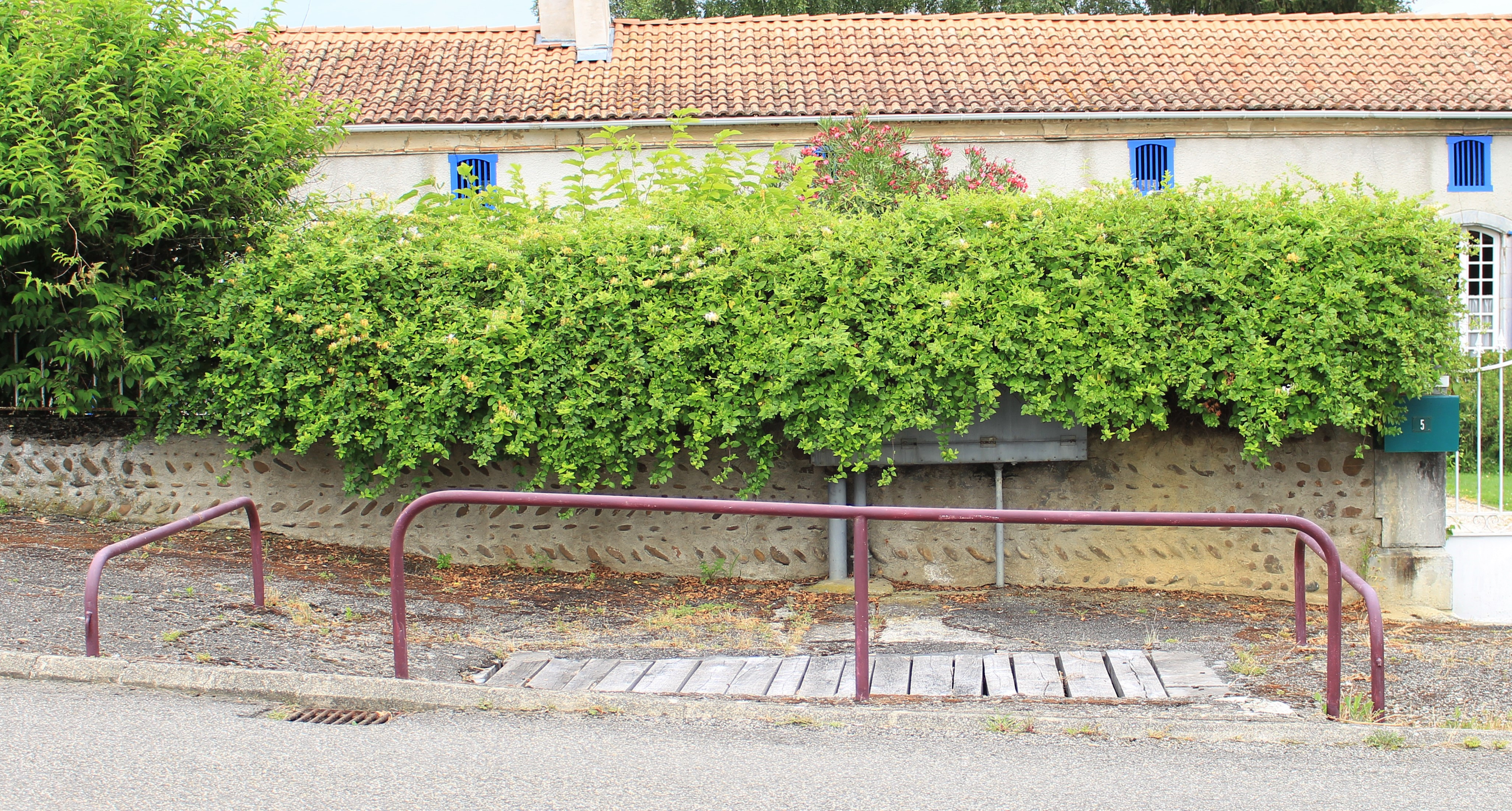
L'ancienne bascule en 2023.

### Revenus
En 2018, la commune compte 275 ménages fiscaux, regroupant 657 personnes. La médiane du revenu disponible par unité de consommation est de 23 060 € (20 420 € dans le département).

### Emploi
|                | 2008  | 2013  | 2018  |
| -------------- | ----- | ----- | ----- |
| Commune        | 2,8 % | 5,2 % | 8,7 % |
| Département    | 7,7 % | 9,4 % | 9,8 % |
| France entière | 8,3 % | 10 %  | 10 %  |

En 2018, la population âgée de 15 à 64 ans s'élève à 378 personnes, parmi lesquelles on compte 77,5 % d'actifs (68,8 % ayant un emploi et 8,7 % de chômeurs) et 22,5 % d'inactifs,. Depuis 2008, le taux de chômage communal (au sens du recensement) des 15-64 ans est inférieur à celui de la France et du département.
La commune fait partie de la couronne de l'aire d'attraction de Tarbes, du fait qu'au moins 15 % des actifs travaillent dans le pôle,. Elle compte 145 emplois en 2018, contre 177 en 2013 et 114 en 2008. Le nombre d'actifs ayant un emploi résidant dans la commune est de 267, soit un indicateur de concentration d'emploi de 54,1 % et un taux d'activité parmi les 15 ans ou plus de 55,6 %.
Sur ces 267 actifs de 15 ans ou plus ayant un emploi, 47 travaillent dans la commune, soit 18 % des habitants. Pour se rendre au travail, 92,5 % des habitants utilisent un véhicule personnel ou de fonction à quatre roues, 0,4 % les transports en commun, 1,1 % s'y rendent en deux-roues, à vélo ou à pied et 6 % n'ont pas besoin de transport (travail au domicile).

## Culture locale et patrimoine

### Lieux et monuments

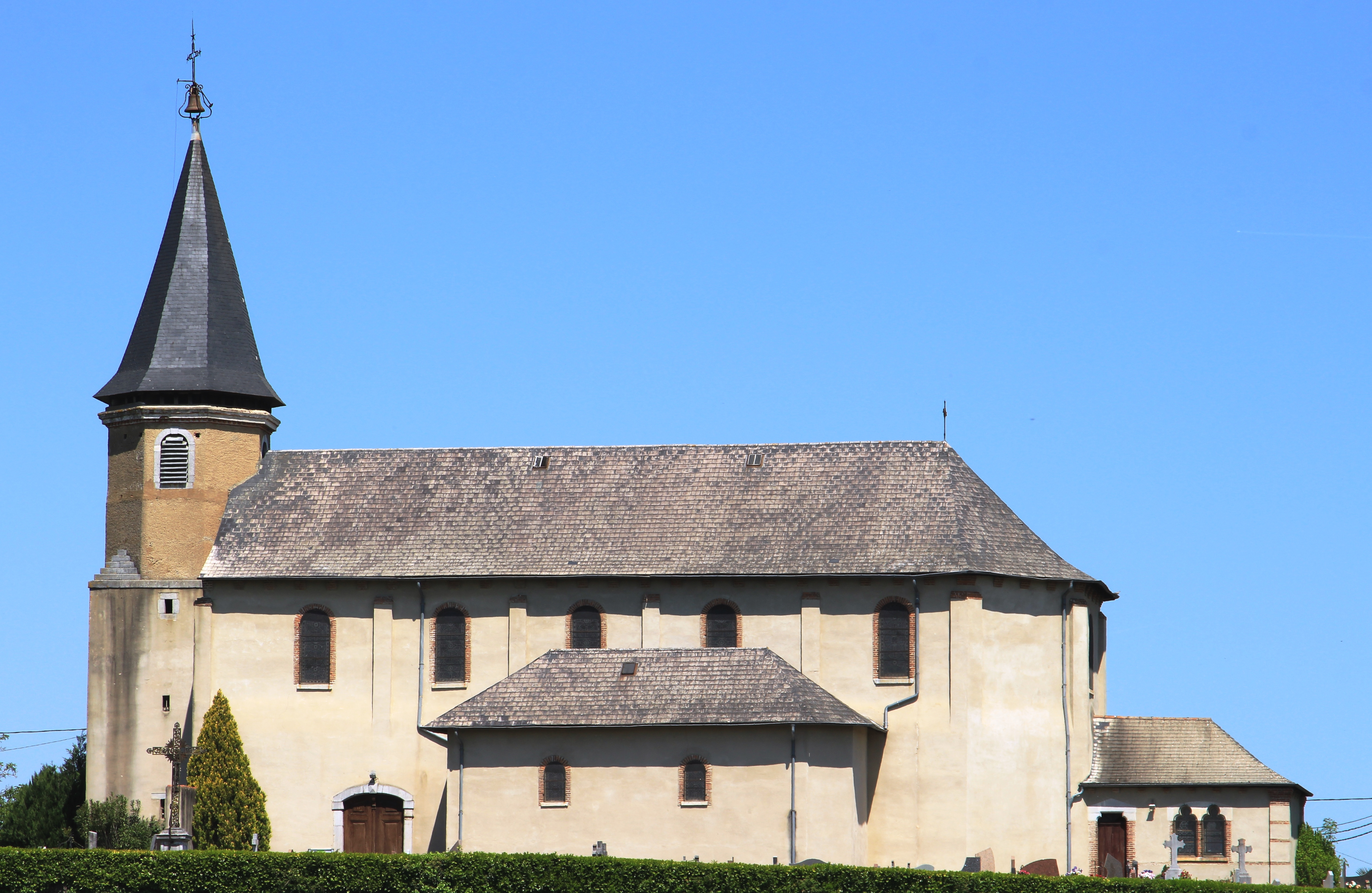
L'église Saint-Christophe en 2017.

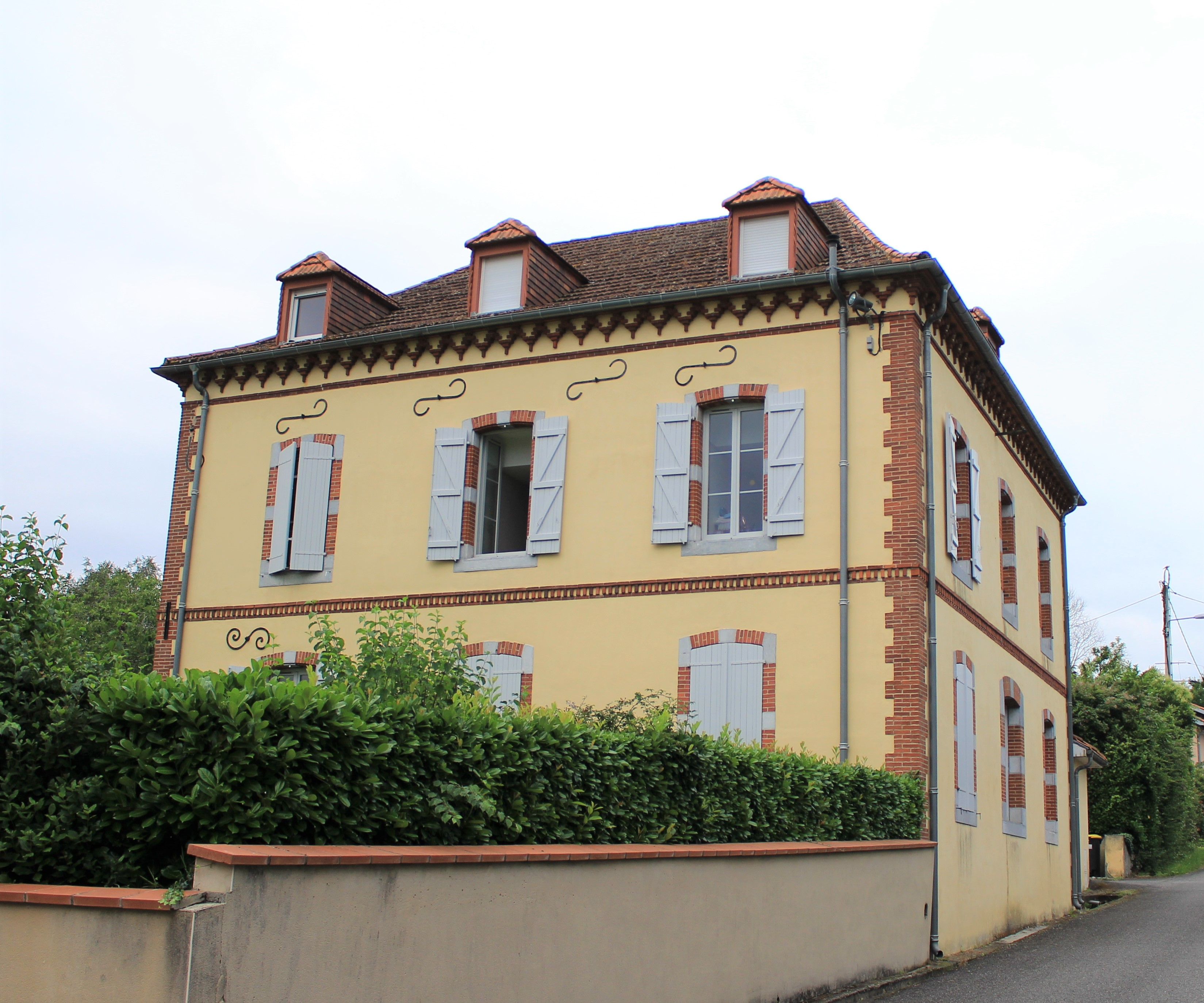
L'ancien presbytère.

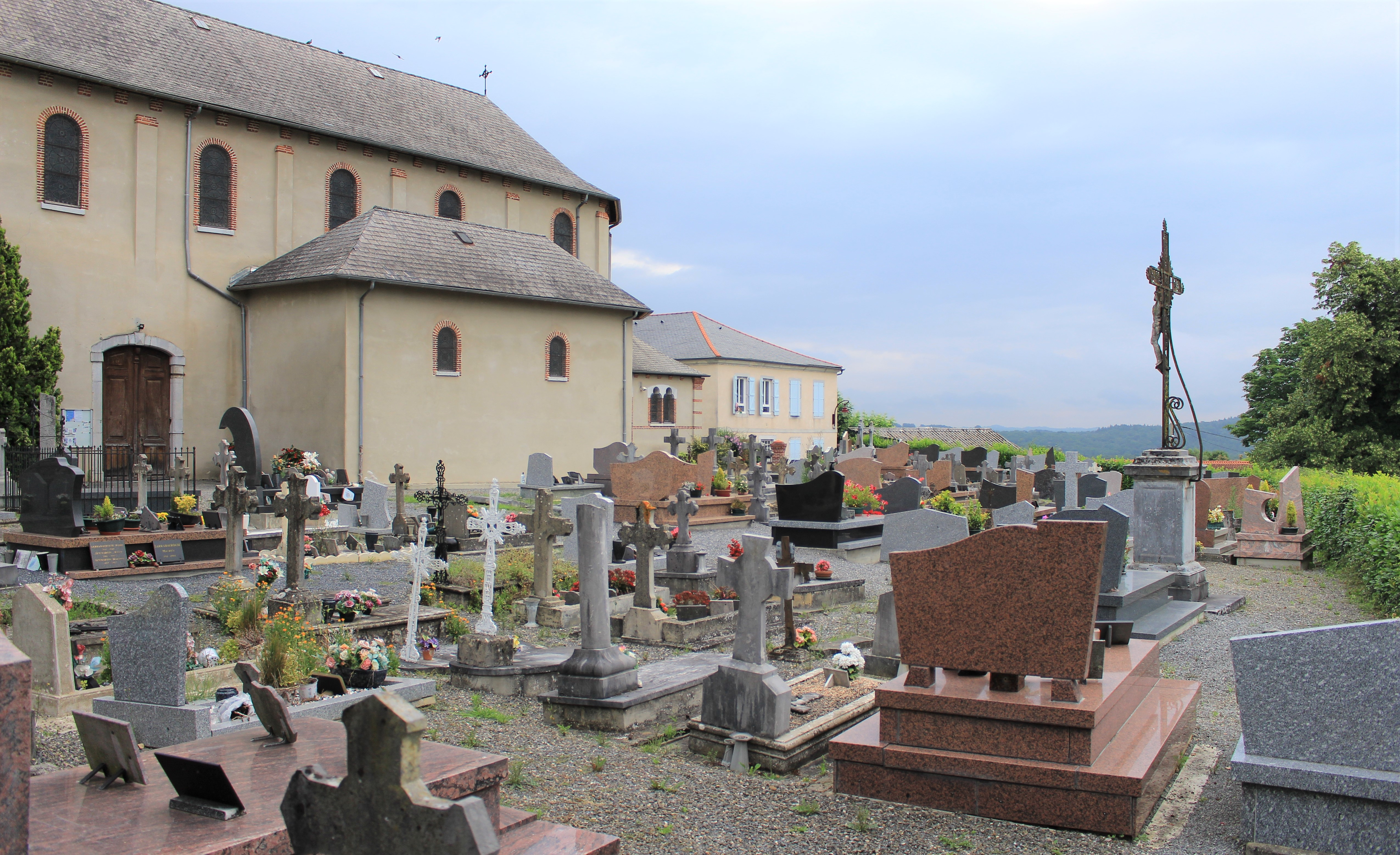
Le cimetière.

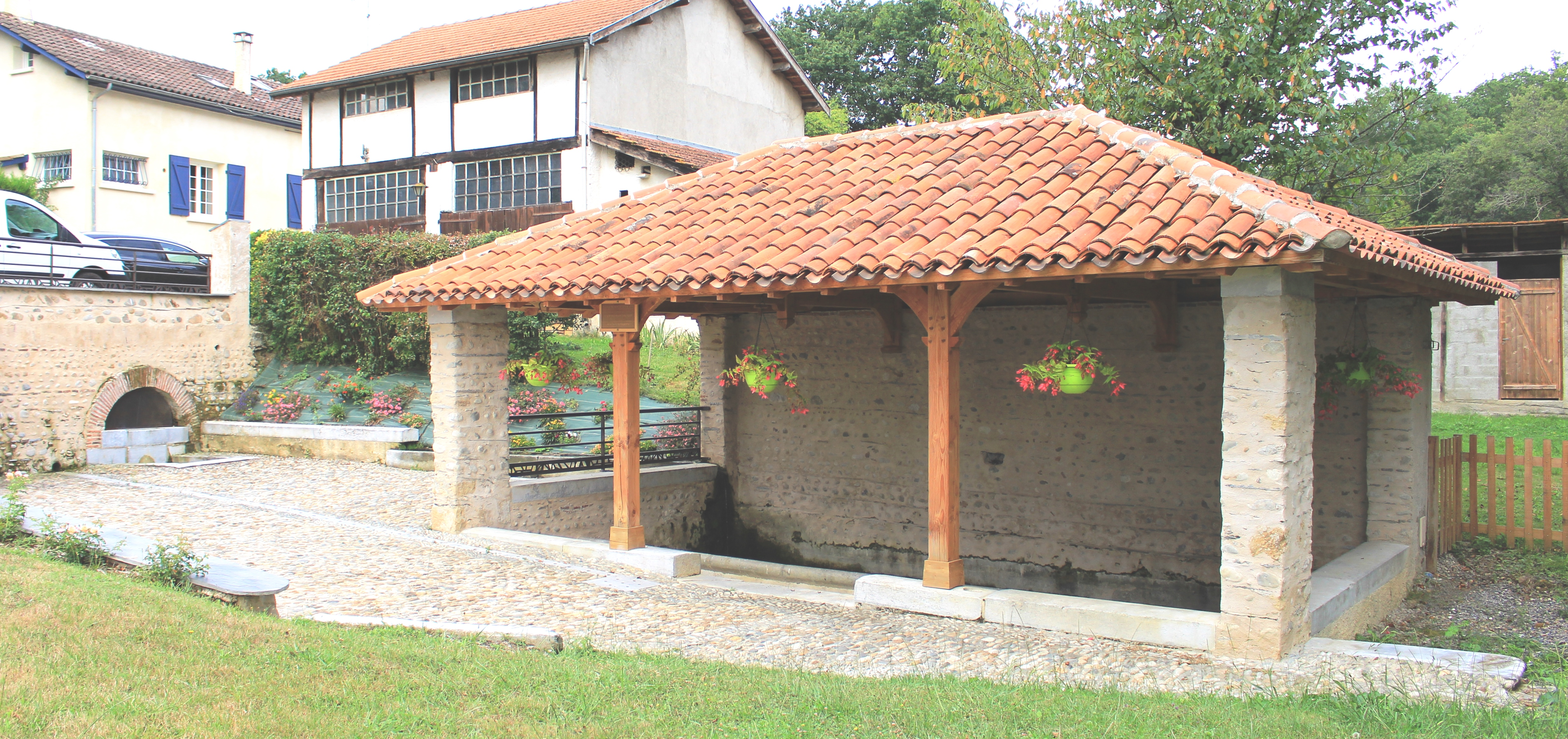
Le lavoir en 2020.

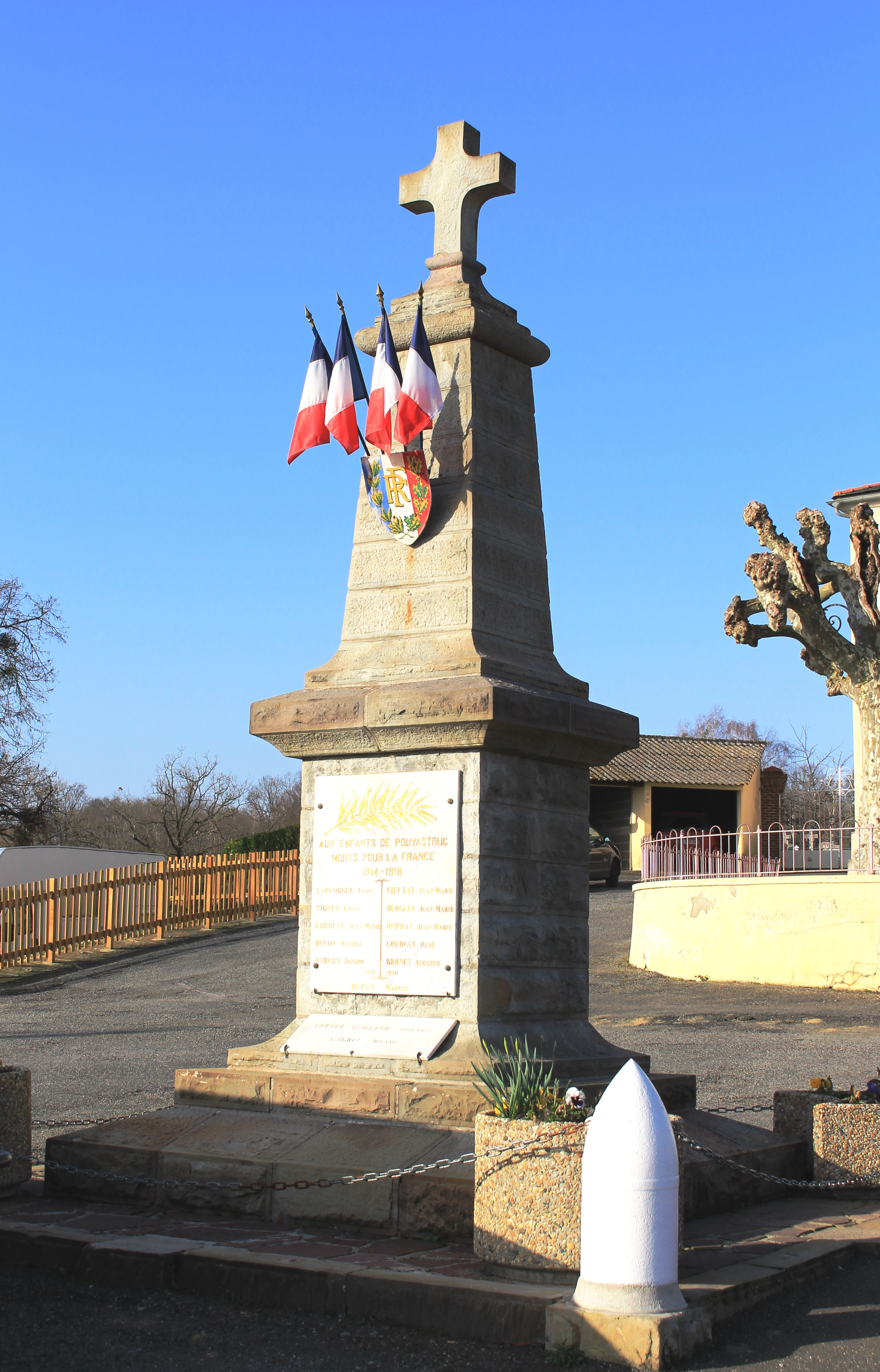
Le monument aux morts municipal.

- Église Saint-Christophe de Pouyastruc, classique des XVIIe et XVIIIe siècles.
- Lavoir.

### Personnalités liées à la commune
- Jean Baseilhac.
- Albert Bernet.
- Alain Doucet, instituteur à Pouyastruc puis dirigeant de rugby à XV.
- Wenceslas Lauret, joueur international de rugby à XV.

### Héraldique
| Blason de Pouyastruc | Blason  | D'argent a une grappe de raisin de pourpre pamprée au naturel ; au chef cousu d'or* chargé d'un broc de tenné.                                                                              |
| Blason de Pouyastruc | Détails | * Ces armes emploient le terme « cousu » dans le seul but de contrevenir à la règle de contrariété des couleurs : elles sont fautives : chef cousu d'or sur argent, interdit en héraldique. |